# ロンセスバーリェス
ロンセスバーリェスまたはロンセスバージェス（スペイン語: Roncesvalles）は、スペイン・ナバーラ州のムニシピオ（基礎自治体）。
バスク語ではオレアガ（バスク語: Orreaga）、フランス語ではロンスヴォー（フランス語: Roncevaux）。

## 地理
ピレネー山脈の標高900m地点を流れるウロビ川岸に位置する。スペイン＝フランス国境までの距離は、最短距離で約4km、道路に沿って約21kmである。ナバーラ州北東部のメリンダ・デ・サングエサに属し、メリンダ・デ・サングエサ北部のコマルカ・デ・アウニャメンディに属する。州都パンプローナまでの距離は47km。2014年の人口は33人。

## 歴史
778年、ロンセスバーリェスの戦い（ロンスヴォーの戦い）において、山岳バスク人と戦ったカール大帝が敗北を喫し、騎士ローランが戦死した地としてロンセスバーリェスは知られている。
ロンセスバーリェスにある小さなコレヒアータ・デ・サンタ・マリア教会（es）には、ローランにちなんだ興味深い遺物が含まれている。戦いはロンセスバージェス峠へつながるバルカルロスの谷で起きたとされている。この道は、ロンセスバーリェスから北のサン＝ジャン＝ピエ＝ド＝ポル（現在はフランス領）へとつながる主要道として行き来されてきた。
また、教会にはナバラ王サンチョ7世の墓と、彼が1212年にナバス・デ・トロサの戦いで持ち帰った戦利品も展示され、ムワッヒド朝の黒人奴隷を繋いでいた鎖をサンチョ7世が破ったと伝えられ、その一部が教会に保管された。墓に横たわる像の長さは7フィート4インチあり、サンチョ7世の等身大の大きさだとされている。
中世以後、コレヒアータ教会はサンティアゴ・デ・コンポステーラの巡礼路をゆくカトリック巡礼者の好む宿場となり、フランス側からピレネーを越えてきて初めに宿泊する地となった。毎年数千人の巡礼者が、ロンセスバーリェスからサンティアゴ・デ・コンポステーラへ向かう。

## 人口
| ロンセスバーリェスの人口推移 1900－2001                 |
|                                                         |
| 出典:INE（スペイン国立統計局）1900年 - 1991年、1996年 - |

## ギャラリー

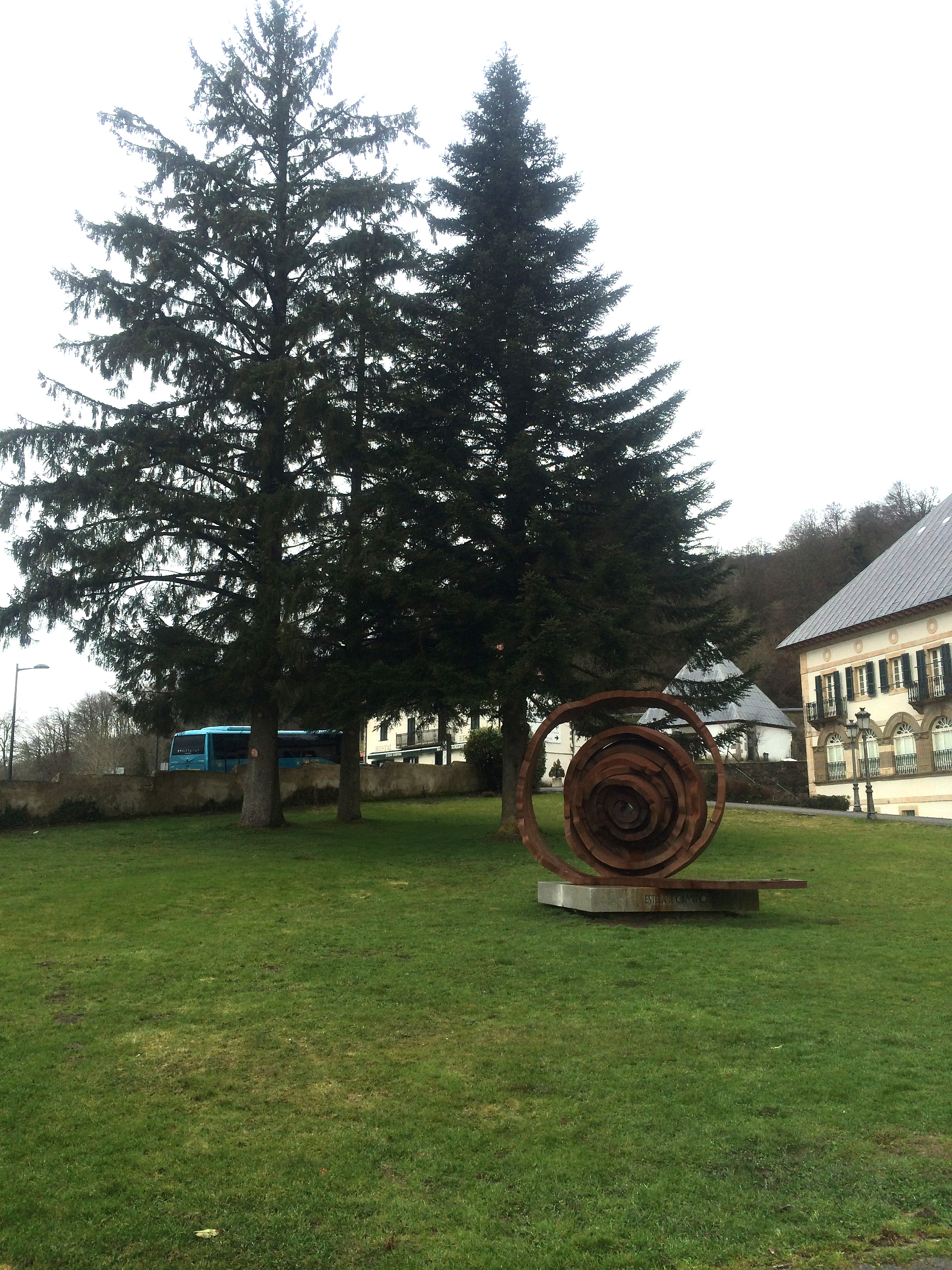
集落にある彫刻作品
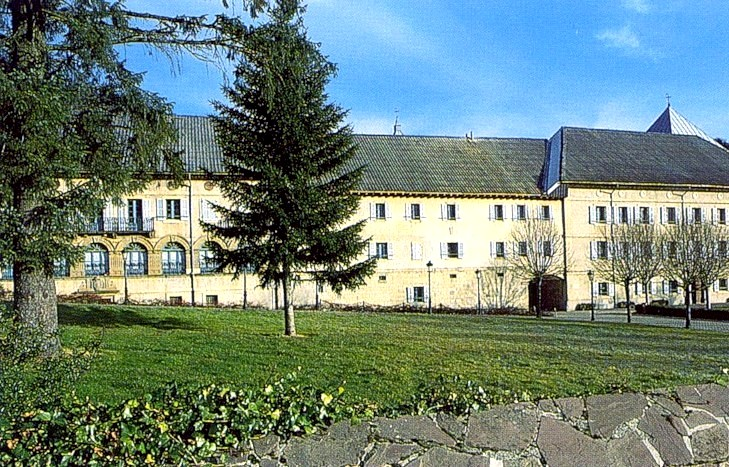
ロンセスバーリェス学寮病院
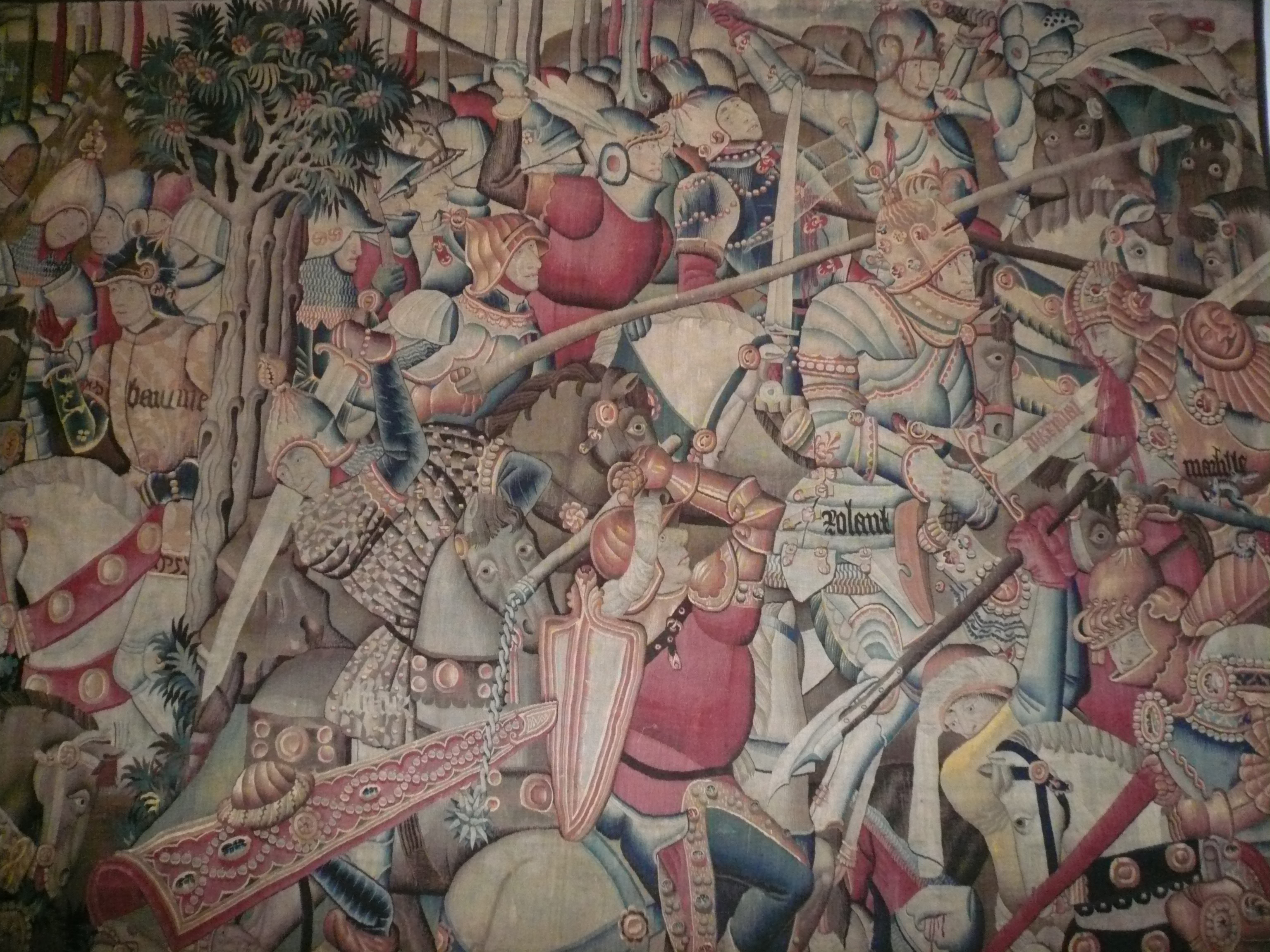
ロンセスバーリェスの戦いを描いたタペストリー（15世紀）